# Hōshō
El Hōshō (鳳翔 fénix volador?) fue el primer portaaviones de la historia, diseñado desde su origen como tal, en entrar en servicio activo. Aunque el portaviones británico HMS Hermes se diseñó y empezó a construir en 1918, y se botó en 1919, no se asignó hasta 1924.

## Diseño
El Hōshō estaba todavía basado en el diseño de un crucero, pero no se trataba de una conversión sino de un proyecto desde el origen con un esquema muy similar al USS Langley (CV-1). Siendo el primero de su tipo en entrar en servicio, fue intensivamente usado para desarrollar los métodos y tácticas necesarios para manejar este nuevo tipo de arma durante la década de los años 20 y potenciada por Isoroku Yamamoto en los años 30.
En su primera configuración presentaba una pequeña isla-puente de mando en el tercio estribor de proa.
La cubierta de vuelo estaba ligeramente inclinada hacia abajo en su parte de proa para facilitar el despegue de los aviones. El puente estaba ubicado a estribor, donde también tenían su salida las tres chimeneas del barco, que podían ser abatidas a una posición horizontal durante las operaciones de despegue y apontaje. Tras varias pruebas fue eliminado el puente de mando, despejando por completo la pista de vuelo. 

## Historial

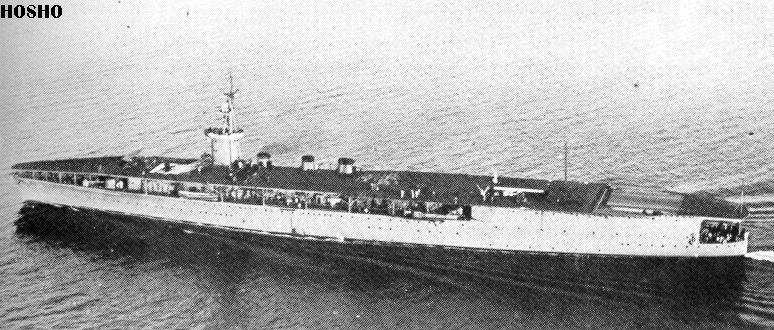
El Hōshō en su primera configuración (1923)

Sirvió en la batalla de Shanghái en 1932, bombardeando sus aparatos la ciudad, y en los inicios de la segunda guerra sino-japonesa.
Al principio de la Segunda Guerra Mundial, el Hōshō ya había sido superado por otras unidades en activo. Era demasiado pequeño y lento para dar cabida a los nuevos tipos de aviones embarcados, como el Mitsubishi A6M. De todos modos, se le asignó a la 3.ª División de Portaaviones, participó junto con el Zuihō como portaviones de protección para el acorazado Nagato anclado en el mar interior durante el ataque a Pearl Harbor, y entró en combate durante la batalla de Midway, ofreciendo un modesto apoyo aéreo al cuerpo de la flota principal denominada grueso por Yamamoto.

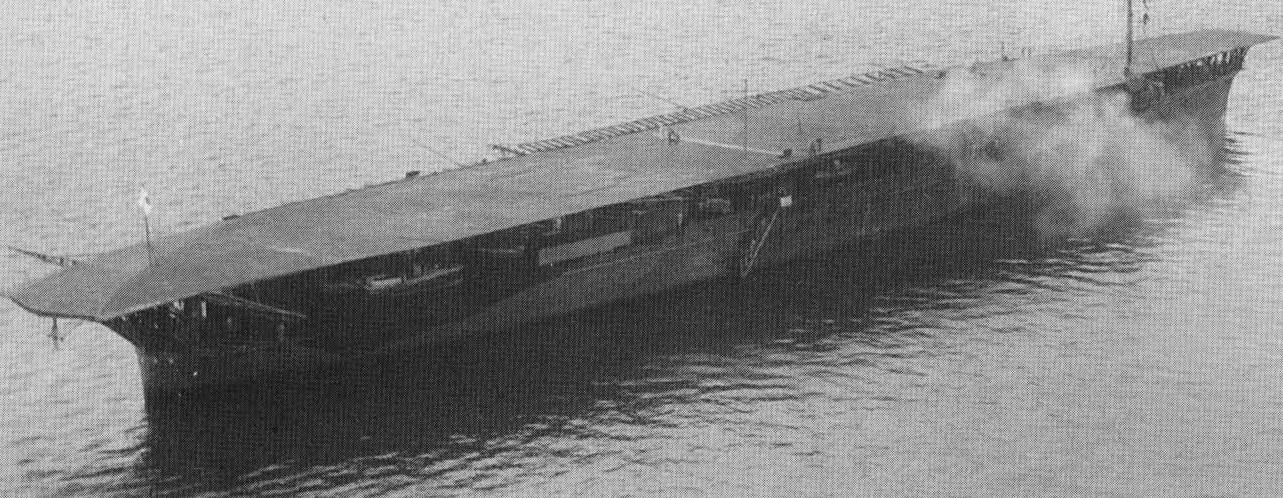
El Hosho en su última configuración (junio de 1945)

El Hōshō presentó cuatro apariencias diferentes en la cubierta de vuelo en su historial operativo, en efecto, después del desastre de Las Marianas en julio de 1944 se intentó alargar y ensanchar su cubierta de vuelo, pero las partes suspendidas fuera del casco mermaron su estabilidad y por tanto su capacidad de atravesar el océano, por lo que fue relegado a tareas de entrenamiento en el mar interior del Japón sin alejarse de las costas japonesas desde 1943. Fue ligeramente dañado durante el ataque aéreo a Kure el 24 de julio de 1945.
El 5 de octubre de 1945 el Hōshō dejó de pertenecer a la Armada Imperial Japonesa y fue requisado por los aliados como transporte.
Tras la guerra, fue usado para repatriar personal japonés hasta junio de 1946, tras lo que fue desguazado en mayo de 1947 en Hitachi Zosen, Sakurajima. El Hōshō fue uno de los cuatro portaaviones japoneses que sobrevivieron a la guerra, y en el momento de su desguace, fue a un tiempo el primer y el último portaaviones de la Armada japonesa.

## Grupo aéreo
- 1932: 9 cazas A1N1 (Tipo 3), 3 bombarderos B1M2 (Tipo 13), 3 aviones de reconocimiento C1M (Tipo 10) (15 aviones en total)
- 1937: 9 cazas A4N1 (Tipo 95), 6 bombarderos B3Y1 (Tipo 92) (15 en total)
- 1941: 11 cazas A5M4 'Claude', 8 bombarderos B4Y1 'Jean' (19 en total)
- 1942: 8 bombarderos B5N2 'Kate' (8 en total)